# Araeotanypus pentheri
Araeotanypus pentheri är en skalbaggsart som beskrevs av Rudolph Petrovitz 1967. Araeotanypus pentheri ingår i släktet Araeotanypus och familjen Hybosoridae. Inga underarter finns listade.